# Noureddine
Noureddine (arabisch نور الدين Nur ad-Din) ist ein arabischer männlicher Vorname, der überwiegend in der Maghreb-Region bzw. in Nordafrika vorkommt.

## Herkunft und Bedeutung
Noureddine ist eine alternative Transkription von Nur ad-Din mit der Bedeutung „Licht der Religion“, abgeleitet von arabisch نور (nur „Licht“) und دين (din „Glaube“). Eine weitere alternative Transkription ist Nuruddin. Die türkische Form des Namens ist Nurettin, eine persische Form ist Noureddin und als Schreibvariante tritt auch Nureddin auf.
Bei den Krimtartaren war Nureddin ein offizieller Rang – der dritte nach Khan und Kalga.

## Namensträger

### Formen Noureddine, Noureddin, Nureddin
- Noureddine „Nordin“ Amrabat (* 1987), niederländisch-marokkanischer Fußballspieler
- Nureddin al-Atassi (1929–1992), syrischer Politiker
- Noureddine Bedoui (* 1959), algerischer Politiker
- Noureddine Bettahar (* 1994), deutsch-polnischer Eishockeyspieler
- Noureddine Bouchaal (* 1970), marokkanischer Skifahrer
- Noureddine Chamari (* 1993), tunesisch-deutscher Schauspieler
- Noureddine Daham (* 1977), algerischer Fußballspieler
- Noureddine Hadid (* 1993), libanesischer Sprinter
- Noureddine el-Jaafari (* 1978), marokkanischer Fußballschiedsrichter
- Noureddine El Khademi (* 1963), tunesischer Politiker und Persönlichkeit des Islams
- Noureddin Kianouri (1915–1999), iranischer Politiker und Stadtplaner
- Noureddine Medjehoud (* 1975), algerischer Boxer
- Noureddine Morceli (* 1970), algerischer Mittelstreckenläufer
- Noureddine Naybet (* 1970), marokkanischer Fußballspieler
- Noureddine Ould Ménira (* 1968), mauretanischer Leichtathlet
- Nureddin Pascha (1873–1932), osmanischer bzw. türkischer Offizier und Politiker
- Noureddine Rifaï (1899–nach 1975), libanesischer Militär und Politiker
- Noureddine Sefiani (* 1947), marokkanischer Diplomat
- Nureddin Tarraf (1910–1995), ägyptischer Politiker
- Noureddine Yazid Zerhouni (1937–2020), algerischer Politiker und Diplomat
- Mohamed Noureddine Zubya (* 1989), libyscher Fußballspieler

### Form Nuruddin
- Nuruddin Farah (* 1945), somalischer Schriftsteller

### Form Nur ad-Din
- Nur ad-Din (1118–1174), Herrscher aus der Dynastie der türkischen Zengiden
- Nur ad-Din al-Bitrudschi († um 1204), arabischer Astronom und Philosoph in der Blütezeit des Islam
- Nūru'd-Dīn ʿAbdu'r-Raḥmān-i Dschāmi (1414–1492), persischer Mystiker und Dichter
- Nur ad-Din Mohammed Isfahani († 1683), persischer Kalligraf
- Nur ad-Din Muhammad (1147–1210), der 24. Imam der Schia der Nizari-Ismailiten
- Nūr ad-Dīn ar-Rānīrī († 1658), islamischer Religionsgelehrter aus Gujarat